# 本哈明·阿圭罗
本哈明·阿圭罗（2009年2月19日—）出生于西班牙马德里，是著名足球运动员塞尔希奥·阿圭罗与球王马拉多纳的二女儿吉安娜·马拉多纳的儿子。本哈明的父母于2013年离婚。

## 人物经历
本哈明·阿圭罗的父亲是曼城当家球星塞尔希奥·阿圭罗，而他的外祖父是被誉为“球王”的马拉多纳。
2009年2月19日，本哈明在西班牙马德里出生。这意味着阿圭罗成为了一名父亲，马拉多纳有了外孙。
2013年，本哈明的父母离婚。关于这次事件，各界说法不一。之后，本哈明主要与马拉多纳一家生活，但同时也会前往英格兰陪着爸爸。